# Rainer Graafen
Rainer Graafen (* 15. April 1953) ist ein deutscher Professor und Wissenschaftler im Bereich Humangeographie und Historische Geographie.

## Leben
Graafen begann 1972 mit dem Studium der Geographie und Rechtswissenschaften an der Universität Bonn. 1978 absolvierte er das erste, 1980 das zweite juristische Staatsexamen. Er promovierte 1983 in Geographie, mit dem Nebenfach Historische Geographie, an der Mathematisch-Naturwissenschaftlichen Fakultät der Universität Bonn und war von 1983 bis 1989 Hochschulassistent am Seminar für Historische Geographie am Lehrstuhl von Klaus Fehn. Graafen habilitierte 1989 an der Philosophischen Fakultät der Universität Bonn zum Thema „Die räumlichen Auswirkungen der Rechtsvorschriften zum Siedlungswesen im Deutschen Reich, unter besonderer Berücksichtigung von Preußen, in der Zeit der Weimarer Republik“. Seit Oktober 1989 war er Oberassistent und seit Oktober 1992 Hochschuldozent am Seminar für Historische Geographie an der Universität Bonn.
Von 1992 bis 1997 war Graafen Leiter des DFG-Projekts „Alte Handelswege und -siedlungen im tibetischen Himalaya“ im Rahmen des DFG-Schwerpunktprogramms „Siedlungsprozesse und Staatenbildungen im tibetischen Himalaya“. Im Wintersemester 1993/94 übernahm er die Vertretung der Professur für Anthropogeographie an der Universität Koblenz-Landau, Campus Koblenz und wurde dort im April 1994 durch den rheinland-pfälzischen Minister für Wissenschaft, Bildung und Weiterbildung zum Professor der Anthropogeographie ernannt. Seit seiner Habilitation bis 2008 hatte Graafen das Recht, Magisterarbeiten und Dissertationen in Bonn im Fach Historische Geographie bei Klaus Fehn als Zweitgutachter zu bewerten.
1996 übernahm Graafen die geschäftsführende Leitung der Abteilung Geographie der Universität Koblenz-Landau, Campus Koblenz, und war seither Leiter im zweijährigen Wechsel mit dem Kollegen der Physischen Geographie. Vom Sommersemester 2000 bis Wintersemester 2013/14 war er Prodekan des Fachbereichs 3 (Mathematik/Naturwissenschaften), wobei er vom 1. Januar 2005 bis 31. Dezember 2005 den Posten als geschäftsführender Leiter des Instituts für Integrierte Naturwissenschaften am Fachbereich 3 innehatte. Von 2004 bis 2012 war er Leiter des neu gegründeten Ost-West-Seminars.
Rainer Graafen ging zum 30. September 2018 in den Ruhestand.

## Wissenschaftliche Schwerpunkte
Graafen forschte und arbeitete insbesondere in den Bereichen Geographie des Rechts, Historische Geographie, Kulturlandschaftsforschung, Raumforschung, Siedlungsgeographie, Wirtschaftsgeographie und Umweltrecht, mit Schwerpunkten in Raumplanung in Deutschland, Migration innerhalb Deutschlands und wirtschaftlicher Strukturwandel. Im Rahmen dessen arbeitete er an Projekten wie Auswirkungen des Strukturfonds der Europäischen Union (1993–1998), Siedlungsentwicklung im nördlichen Rheinland-Pfalz (1993–2018), Rechtsvorschriften zum Umwelt- und Kulturlandschaftsschutz (1994–2010), Voruntersuchungen zum Welterbe Kulturlandschaft Mittelrheintal (1997–1998), Flüchtlingssiedlungen in Ruanda (1999–2015), Kulturlandschaftsschutz auf der kommunalen Ebene. Rheingau-Taunus-Kreis (2008–2011) und Auswirkungen des demographischen Wandels im nördlichen Rheinland-Pfalz (2015–2018).

## Mitgliedschaften und Ausschüsse
- 1995–2014: Mitglied des Rates des Fachbereichs 3 (Mathematik und Naturwissenschaften) der Universität Koblenz-Landau, Campus Koblenz
- 1995: Mitbegründer des Arbeitskreises „Landes- und Volkskunde im nördlichen Rheinland-Pfalz“ an der Universität Koblenz-Landau, Campus Koblenz
- Seit 1996: Vorsitzender von Prüfungsausschüssen für Prüfungen im Fach Geographie (Staatsprüfungen mit den Zielen „Lehramt an Gymnasien“, „Lehramt an Berufsbildenden Schulen“ und „Lehramt an RealschulenPlus“ sowie Prüfungen mit dem Ziel „Magister“)
- 1997–2001: Mitglied des Bibliotheksausschusses der Universität Koblenz-Landau, Campus Koblenz
- 1997–2007: Mitglied des Ausschusses für schulpraktische Studien an der Universität Koblenz-Landau, Campus Koblenz
- 1997–2014: Mitglied des Prüfungsausschusses für den Fernstudiengang „Umweltwissenschaften“ am Campus Koblenz (Studienabschluss: Diplom-Umweltwissenschaftler),
  - 1999–2007: Vorsitzender des Prüfungsausschusses für den Fernstudiengang „Umweltwissenschaften“
- 1998–2014: Mitglied des Fachausschusses für Studium und Lehre
- 1999–2014: Mitglied des ständigen Prüfungsausschusses zur Durchführung aller Magisterordnungen an der Universität Koblenz-Landau, Campus Koblenz
- 2000–2005: Mitglied der Versammlung der Universität Koblenz-Landau (Aufgabe u. a. Wahl der Präsidenten und Vizepräsidenten der Universität)
- Seit 2005: Mitglied des Prüfungsausschusses für den Fernstudiengang „Gesundheitsmanagement“ an der Universität Koblenz-Landau, Campus Koblenz
  - 2007–2013: Vorsitzender des Prüfungsausschusses für den Fernstudiengang „Gesundheitsmanagement“
- 2007–2018: Mitglied des Kuratoriums der Stiftung „Universität Koblenz-Landau, Campus Koblenz“[5]
- Seit 2008: Mitglied des Prüfungsausschusses für den Studiengang BioGeowissenschaften
- 2009–2011: Mitglied des Senats der Universität Koblenz-Landau

Quelle  Burggraaff, P.; Kleefeld, K.-D.; König, D. (Hrsg.):

## Publikationen (Auswahl)
- Graafen, R. (1984): Die rechtlichen Grundlagen der Ressourcenpolitik in der Bundesrepublik Deutschland. Ein Beitrag zur Rechtsgeographie (Dissertation). – Bonn, 201 S.
- Graafen, R. (1991): Die räumlichen Auswirkungen der Rechtsvorschriften zum Siedlungswesen im Deutschen Reich, unter besonderer Berücksichtigung von Preußen, in der Zeit der Weimarer Republik. – Bonn, Verlag Dümmler, 283 S.
- Graafen, R. (2003): Immissionsschutzrecht. – Koblenz, 105 S.
- Graafen, R. zusammen mit Hapke, R. (2004): Raumordnung und Landesplanung. Unterricht Geographie, Bd. 16. – Aulis Verlag Deubner, Köln, 80 S.
- Graafen, R. zusammen mit König, D. (Hrsg.) (2006): Das Rheinische Schiefergebirge. Festschrift für N. Beck. – Koblenz, 219 S.

### Redaktion und Herausgeber
- Seit 1992: Redaktion der Zeitschrift „Kulturlandschaft. Zeitschrift für Angewandte Historische Geographie“
- Seit 1994: Mitherausgeber der Schriftenreihe „Koblenzer Geographisches Kolloquium“ (insgesamt 26 Bände)
- 2000: Mitarbeit in der Redaktion des mehrbändigen Werkes „Das Mittelrheintal“, das als Grundlage für die Ausweisung des Oberen Mittelrheintales zum Welterbe der UNESCO diente
- 2006: Mitarbeit in der Redaktion des vom Landschaftsverband Rheinland hergestellten Filmes über Tonabbau bei Mülheim-Kärlich